# Elecciones subnacionales de Cochabamba de 2015
Las elecciones subnacionales del departamento de Cochabamba 2015 se llevaron a cabo el 29 de marzo. Las autoridades departamentales y municipales fueron elegidas por un universo de alrededor de 1 millón de votantes. Entre los cargos a elegir se encontraban:
- Gobernador del departamento de Cochabamba
- Miembros de las Asambleas Legislativas Departamentales en cada uno de ellos
- Alcaldes y concejales en las 47 municipalidades.[1]

## Sistema electoral
En el ámbito departamental, los gobernadores son elegidos por circunscripción departamental. En el caso de que ningún candidato para la gobernación alcance más del 50% de los votos válidamente emitidos; o un mínimo del 40%, con una diferencia del 10% frente a la segunda candidatura más votada se realizará una segunda vuelta electoral.
En el ámbito municipal, los alcaldes son elegidos por circunscripción municipal. Esta autoridad se elige por simple mayoría de sufragio, y no existe la segunda vuelta. Para los Concejos Municipales, se elegirán según circunscripción municipal plurinominal a través del sistema proporcional. La cantidad de miembros de un Concejo varia según el municipio, aquellos que son capitales se componen de 11, y por población 9,7, y 5.

## Partidos y alianzas de alcance departamental habilitadas
|  | Movimiento al Socialismo - Instrumento Político por la Soberanía de los Pueblos |
|  | Frente Para la Victoria                                                         |
|  | Movimiento Demócrata Social                                                     |
|  | Movimiento Nacionalista Revolucionario                                          |

### Candidatos a gobernador de Cochabamba
| Partido o coalición | UNICO             | Movimiento Demócrata Social | Movimiento al Socialismo | Frente para la Victoria | Movimiento Nacional Revolucionario |
| ------------------- | ----------------- | --------------------------- | ------------------------ | ----------------------- | ---------------------------------- |
| Partido o coalición |                   |                             |                          |                         |                                    |
| Partido o coalición | Candidatos        |                             |                          |                         |                                    |
| Gobernador          | Alejandro Almaraz | Henry Paredes               | Iván Canelas             | Faustino Challapa       | Mauricio Muñoz                     |

#### Resultados Oficiales
|  | 61,61 % |

|  | 23,03 % |

|  | 8,96 % |

|  | 3,30 % |

|  | 3,10 % |